# 淤泥彝族乡
淤泥彝族乡是中华人民共和国贵州省六盤水市盘州市下辖的一个民族乡。

## 行政区划
淤泥彝族乡下辖以下村级行政区划单位：
淤泥社区、岩博村、苏座村、三合村、双龙村、新村、落脉穴村、鱼纳村、淤泥村、大拨米村、麻郎垤村、俄夺村、下云村、罗多村、清水村、嘿白村、山峰村、中合村、联合村和中心村。